# Mons Ganau

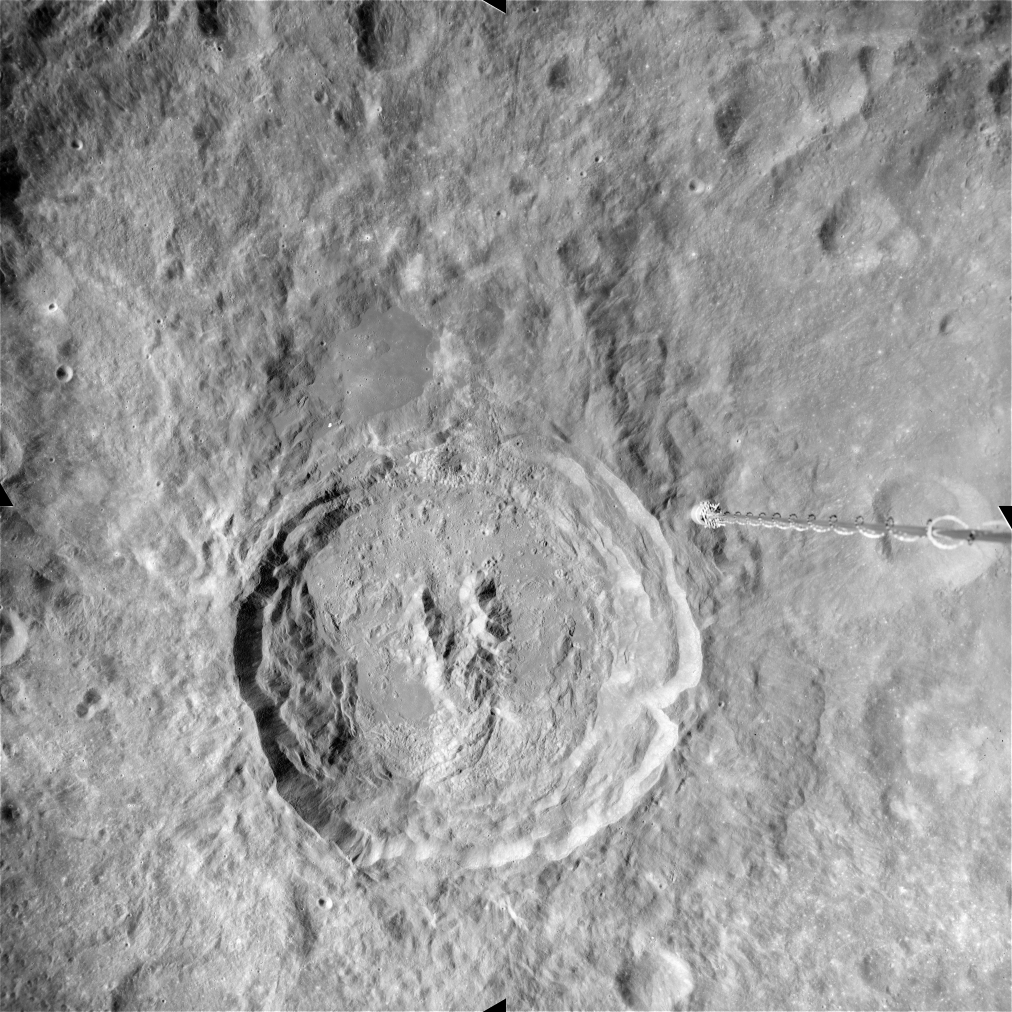
Kráter King. Hora Mons Ganau se nachází v centrálním pohoří.

Mons Ganau je hora nacházející se uvnitř kráteru King (společně s dalšími vrcholy Mons André, Mons Ardeshir, Mons Dieter, Mons Dilip) na odvrácené straně Měsíce. Leží v centrálním pohoří kráteru. Průměr základny je cca 13 km, střední selenografické souřadnice jsou 4,8° S, 120,6° V, pojmenována je podle afrického mužského jména.